# Gabriele Voss
Gabriele Voss (geb. 1948 in Hagen) ist eine deutsche Dokumentarfilmerin.

## Leben
Voss studierte Germanistik und Soziologie und promovierte im Jahr 1976 mit einer Arbeit über Wahrnehmungstheorie und Ästhetik zur Dr. phil. Seit 1978 arbeitet sie im Ruhrgebiet, wo sie das RuhrFilmZentrum und das FilmBüro Nordrhein-Westfalen mitbegründete. Ihre Karriere umfasst zudem Lehrtätigkeiten in den Bereichen Kunst und Medien. Sie sitzt im Beirat der Dokumentarfilminitiative.

## Wirken
Voss ist vor allem in der dokumentarischen Filmarbeit tätig. Ihr Schaffen zeichnet sich durch eine Auseinandersetzung mit gesellschaftlichen Themen und historischen Veränderungsprozessen aus und ist oftmals mit einer starken regionalen Verankerung im Ruhrgebiet verbunden. Zusammen mit ihrem langjährigen Partner Christoph Hübner produzierte sie Werke wie Anna Zeit Land (1993/1994), das als genreübergreifende Improvisation zwischen Dokumentarfilm und Fiktion gilt. Für den Dokumentarfilm Lebens-Geschichte des Bergarbeiters Alphons S. erhielt sie 1980 den Adolf-Grimme-Preis mit Silber. Voss’ Filme, darunter Frauen-Leben (1980) oder Vom Ende eines Zeitalters (2024), illustrieren ihren Ansatz der einfühlsamen und kritischen Begleitung gesellschaftlicher Veränderungen und individueller Schicksale durch filmische Mittel. Ihre Arbeiten sind häufig von einer dokumentarischen Haltung geprägt, welche das Unvorhersehbare und Echte sucht und dabei eine ästhetische Formensprache wählt. Voss’ Schaffen wurde wiederholt ausgezeichnet und ihre Filme wurden auf internationalen Festivals gezeigt.

## Auszeichnungen
- 2024: Schnitt-Preis: Ehrenpreis[5]